# Lepidium violaceum
Lepidium violaceum är en korsblommig växtart som först beskrevs av Giles Munby, och fick sitt nu gällande namn av Al-shehbaz. Lepidium violaceum ingår i släktet krassingar, och familjen korsblommiga växter. IUCN kategoriserar arten globalt som sårbar. Inga underarter finns listade i Catalogue of Life.